# (208) Lacrimosa
(208) Lacrimosa – planetoida z pasa głównego asteroid okrążająca Słońce w ciągu 4 lat i 336 dni w średniej odległości 2,89 j.a. Została odkryta 21 października 1879 roku w Austrian Naval Observatory (Pula, półwysep Istria) przez Johanna Palisę. Nazwa planetoidy pochodzi od jednego z tytułów nadawanego Marii, matce Jezusa. Planetoida należy do rodziny planetoidy Koronis.